# Ule träsk
64°18′6.5592″N 27°9′19.645″Ø / 64.301822000°N 27.15545694°Ø
Ule träsk (finsk: Oulujärvi) er en indsø i det mellemste Finland. Ule träsk ligger i det vestlige Kajanaland i det tidligere Uleåborgs len. Ule träsk er Finlands femte største sø, og søen er delt mellem kommunerne Kajaani, Paldamo og Vaala.
Ule träsk har afløb gennem Ule Elv, der munder ud i Bottenbugten ved Uleåborg.
- Øen Ärjä i Ule träsk
- Kort over Ule träsk